# Rhadopis. La cortigiana del faraone
Rhadopis. La cortigiana del faraone (رادوبيس ) è un romanzo dello scrittore egiziano Nagib Mahfuz. Fa parte di un filone definito Faraonismo, nato sotto la dominazione inglese dell'Egitto negli anni Venti, riportato in auge proprio da Mahfouz negli anni Quaranta. Rifacendosi al passato glorioso dell'Egitto sotto la dinastie faraoniche, questo filone era legato a una tendenza nazionalista che voleva creare una mitologia e un passato comune che distinguesse l'Egitto dagli altri paesi arabi. In questo romanzo, il faraone è però visto sotto una luce negativa, schiavo delle proprie emozioni, uomo isolato e inflessibile e incurante delle necessità del popolo, paragonato al Re Fārūq I d'Egitto, sovrano nel periodo in cui Mahfuz scriveva.

## Trama
Durante la festa del Nilo, la ricca e bellissima ballerina Rhadopis rimane affascinata dall'aspetto del faraone Merenre, appena diventato sovrano insieme alla sorella e moglie Nitocri. Tornata nel suo palazzo, si spoglia per fare un bagno, ma un'aquila si avventa sui vestiti abbandonati e vola via portando con sé un sandalo dorato.
Concluse le celebrazioni, il Faraone, irritato per acclamazioni della folla in favore del capo dei ministri e gran sacerdote Khanum Hatab, comunica a quest'ultimo che le terre dei templi, donate ai sacerdoti da suoi predecessori, verranno confiscate per tornare di proprietà del sovrano. Mentre riferisce la sua decisione ai fidati Sufakhatib, suo ciambellano, e Tahu, comandante della guardia, l'aquila lascia cadere dall'alto il sandalo che suscita immediato fascino sul Faraone. I due consiglieri lo riconoscono come il sandalo di Rhadopis e il sovrano viene convinto da Sufakhatib che sia stato mandato dagli dei.
Rhadopis nel suo palazzo intrattiene numerosi intellettuali e artisti che si riuniscono tutte le sere cercando di conquistare la sua attenzione e il suo letto, ma la donna è ancora turbata dalla visione del Faraone e si ritira nella sua stanza sola. Di notte irrompe nel palazzo il comandante Tahu, anch'egli innamorato di Rhadopis, avvertendola delle attenzioni che il sovrano ha manifestato nei suoi confronti e consigliandole di fuggire per non restare schiava dell'harem di Merenre. Ella rifiuta e viene insultata dall'uomo che se ne va con il cuore spezzato. La notte successiva, il Faraone stesso si presenta al palazzo per riportare il sandalo e per vedere finalmente di persona la bellezza tanto celebrata di Rhadopis. I due si riconoscono immediatamente innamorati l'uno dell'altra e passano i mesi successivi nel palazzo che, come continuo dono del Faraone alla sua amata, viene sempre di più arricchito e abbellito.
Il capo dei ministri Khanum Hatab è giustamente preoccupato del fatto che tutte le ricchezze sottratte ai sacerdoti, che venivano da loro destinate alla cura del popolo, vengano dilapidate da Merenre nel palazzo di Rhadopis. Dopo aver cercato inutilmente di parlarne con il sovrano, Khanum Hatab si rivolge alla regina Nitocri, la quale, resasi conto di quale rischio corre il Faraone, tenta di convincerlo a ridare le terre ai templi, ma questi si rifiuta di ascoltarla, pensando che agisca solo per gelosia nei confronti dell'amante. La disperata Nitocri cerca di convincere almeno Rhadopis, con cui ha una lite accesa nel suo palazzo, ma che alla fine capisce che il Faraone sta commettendo un errore sottovalutando l'indignazione dei sacerdoti. In seguito ne parla con Merenre, ma come unica soluzione escogitano un piano che permetta a lui di radunare un esercito con cui tenere a bada i ribelli. Rhadopis invia un giovane artista innamorato di lei, Benamon, come messaggero per il principe Karafanro che governa il Sud per conto del sovrano. Fingendo che le tribù Masai si siano ribellate al dominio del Faraone, questi potrebbe infatti convocare l'esercito senza destare sospetti. Il piano viene confidato solo a Sufakhatib e a Tahu.
Dopo settimane, Benamon torna e con lui un messaggero del principe Karafanro che annuncia a tutti i consiglieri del re il tradimento dei Masai. Un sacerdote rivela però che in quello stesso giorno è arrivata una delegazione Masai proprio per confermare la lealtà del proprio popolo nei confronti del Faraone. I piani di Merenre crollano e il popolo, aizzato dai sacerdoti, inizia a protestare con violenza, chiedendo che il "re licenzioso" sia sostituito dalla regina Nitocri. Venuta anche lei a sapere della rivolta e preparandosi al peggio, Rhadopis chiede a Benamon, che ingenuamente non capisce le sue intenzioni, di portarle un veleno creato dal padre di lui. Nel frattempo il palazzo del Faraone è posto sotto assedio dalla folla, mentre Merenre si appresta a guidare la sua guardia armata contro di essa. Sentendo cosa urla il popolo, Nitocri va dal Faraone per confermargli la sua lealtà e la decisione di condividere il destino dello sposo. A questo punto il sovrano si rende conto della verità nelle parole che gli vengono rivolte dalla folla e decide di lasciarsi cadere nelle sue mani e affidare il Regno alla moglie: fa dunque ritirare le truppe e si presenta solo e disarmato di fronte ai rivoltosi, dai quali parte una freccia che colpisce Merenre al petto.
Il morente Faraone chiede solo di poter vedere un'ultima volta Rhadopis, e così viene trasportato al palazzo della donna, dove muore tra le sue braccia. Mentre portano via il cadavere, Rhadopis è distrutta e rimane insensibile anche quando Tahu le rivela di aver tradito il proprio sovrano rivelando i suoi piani ai sacerdoti, reso geloso e folle dall'amore non corrisposto per lei. Quando Benamon ritorna da Rhadopis con il veleno, lei lo inganna di nuovo, per farlo allontanare e poter bere il veleno senza che nessuno la fermi. Il ragazzo torna nel palazzo attirato dalle grida della serva di Rhadopis e non può far altro che constatare che con la morte di Rhadopis siano morte in lui anche tutte le sue speranze e illusioni.

## Edizioni
- Rhadopis, la cortigiana del faraone, trad.it. di Stefania Bertonati, Roma, Newton Compton, 2003